# ای.اس. پوستوموس
ای. اس. پوستوموس (به انگلیسی: E.S. Posthumus) یک گروه آمریکایی موسیقی مستقل بود که فرمی از موسیقی کلاسیک قرن ۲۱ و موسیقی حماسی را با آمیزه‌ای از سبک درام نوازی پاپ و صداهای ارکسترال و الکترونیک تولید می‌کرد. موسیقی آنها از فلسفه فیثاغوری که مبتنی بر این است که «موسیقی، هارمونی ای از تضادها، جمعی از اضداد و آشتی عناصر متضاد است.» الهام گرفته شده است. نام گروه از دو عبارت E.S (که کوتاه شده عبارت "Experimental Sounds" و به معنای صداهای تجربی است) و Posthumus (که در زبان لاتین ترجمه لغوی آن "پسین" یا "پایانی" است و نماینده مفهوم "تمام چیزهای گذشته" است) تشکیل شده است؛ زیرا موسیقی آنها از چیزهایی تأثیر پذیرفته است که در حال حاضر پایان یافته است.

ای. اس. پوستوموس در سال ۲۰۰۰ توسط برادران وانلیشتن (هلموت و فرانتس) تشکیل شد. هلموت و فرانتس پیانو را با مادرشان آموختند. بعد از فارغ‌التحصیلی از دبیرستان فرانتس در استودیوهای ضبط مشغول به کار شد در حالی که هلموت در دانشگاه دانشگاه کالیفرنیا مشغول به تحصیل شد و بعدها با مدرکی در باستان‌شناسی فارغ‌التحصیل شد. موسیقی آنها در بسیاری از فیلم‌ها، برنامه‌های تلویزیونی و تریلر مورد استفاده قرار گرفت. ای. اس. پوستوموس در طول دوران فعالیت خود در کل سه آلبوم منتشر کرد.

در ۲۲ ژوئیه ۲۰۱۰، به طور رسمی اعلام شد که فرانتس که دو ماه قبل از دنیا رفته است. بعد از آن، هلموت اعلام کرد که با اینکه هنوز یکی دوتا ترانه منتشر نشده از آنها باقی مانده است (یکی از آنها تک ترانه «شب کریستمس» می‌باشد که در نوامبر ۲۰۱۰ منتشر شد)، اما گروه دیگر فعالیت نمی‌کند و منحل شده است.
در نوامبر ۲۰۱۱ به طور رسمی اعلام شد که هلموت گروه جدیدی به نام Les Friction را تأسیس کرده است و پیش نمایشی از کار جدیدش با انتشار ترانه جدیدی با نام «شکنجه» منتشر کرد.